# Gerhard Munthe
Pour les articles homonymes, voir Munthe.
Gerhard Munthe, né à Elverum le 19 juillet 1849, et mort à Lysaker le  15 janvier 1929, est un peintre, illustrateur et designer norvégien, représentant de l'Art nouveau en Scandinavie.

## Biographie
Gerhard Munthe est l'élève des peintres Johan Fredrik Eckersberg (en) et Knud Bergslien à Oslo (1870), et de Ludvig Munthe (en) à Düsseldorf entre 1874 et 1876. Il se rend à Munich de 1877 à 1882, où il étudie les paysages hollandais du XVIIe siècle.
Entre 1910 et 1916, il décore la Håkonshall de Bergen (détruite en 1944). Il dessine des ex-libris et illustre des ouvrages, notamment les sagas norvégiennes de Snorri Sturluson (1896-1899), ainsi que des chansons populaires.
Il est l'auteur de la composition sculptée de la pierre commémorative offerte à la ville de Rouen par le Normands Forbundet de Christiania lors des fêtes du millénaire normand en juin 1911, qui se trouve au jardin des plantes de Rouen.

## Distinctions
- Commandeur de l'ordre de Saint-Olaf.

## Galerie

Œuvres de Gerhard Munthe
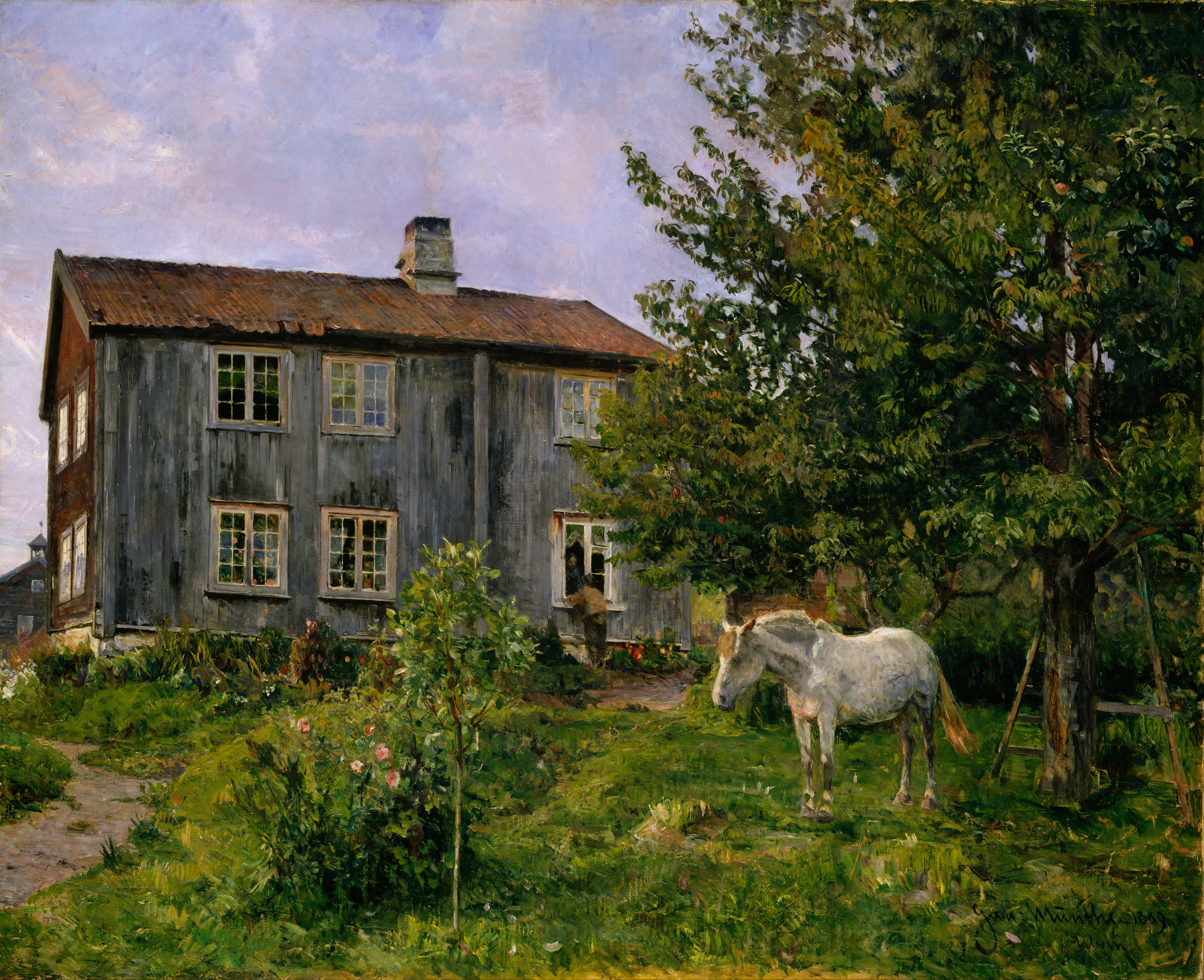
À la ferme, Ulvin (1889), Galerie nationale d'Oslo.
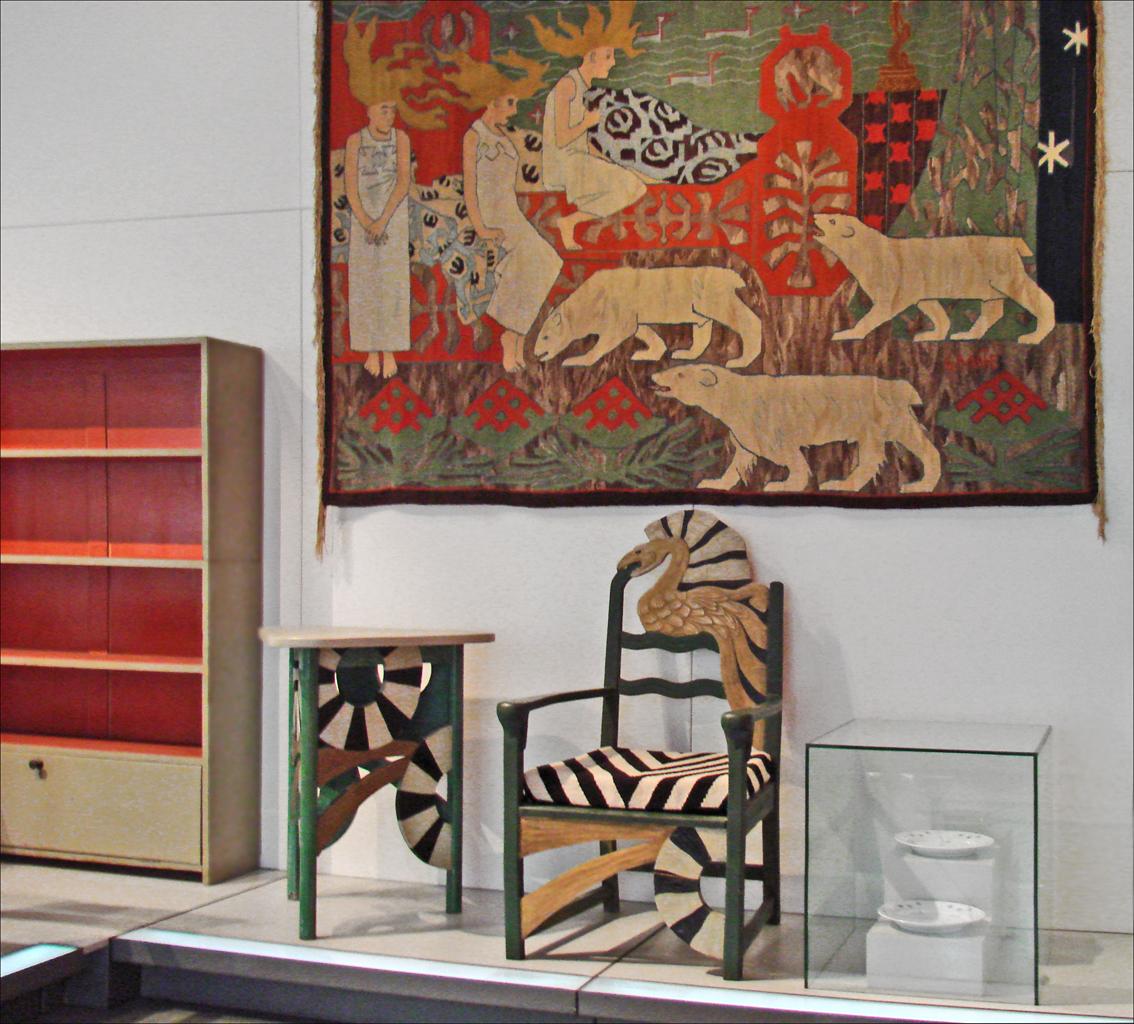
Ensemble de mobilier (chaise, table, tapisserie, 1892-1897), Oslo, musée national de l'art, de l'architecture et du design.
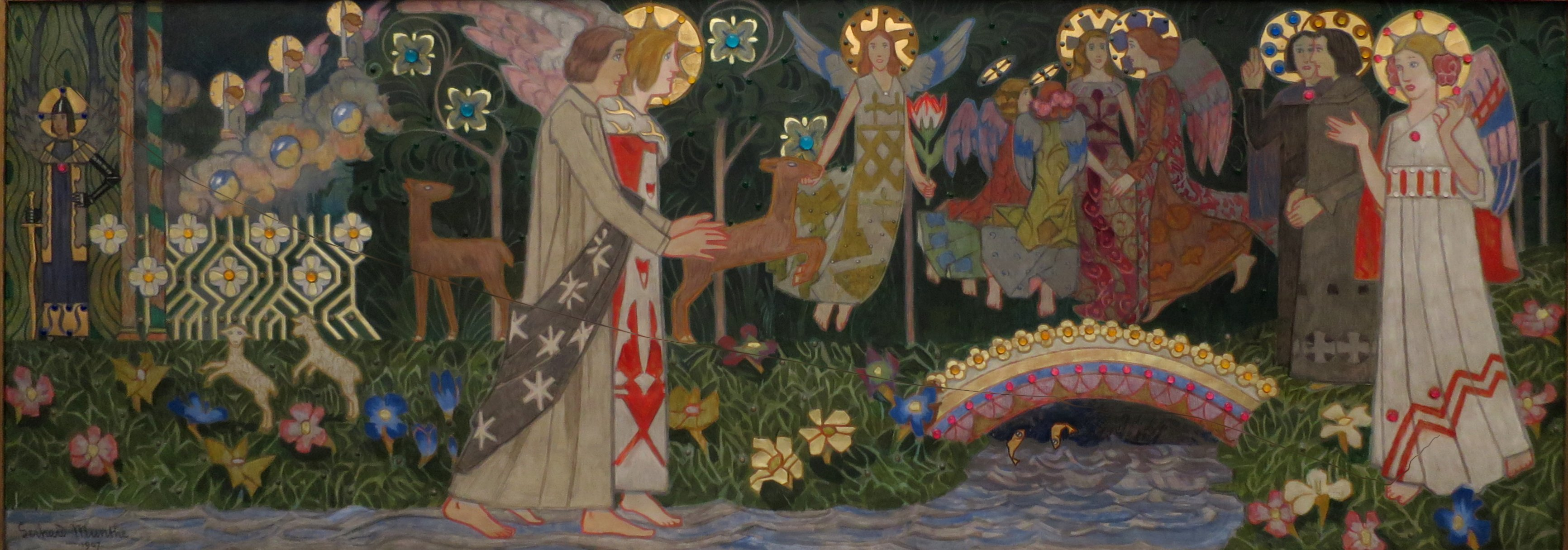
Une Assemblée (1907), Bergen Kunstmuseum.